# جيمي هنت
جيمي هنت (بالإنجليزية: Jimmy Hunt) هو ممثل أمريكي، ولد في 4 ديسمبر 1939 بلوس أنجلوس في الولايات المتحدة.

## وصلات خارجية
- جيمي هنت على موقع IMDb (الإنجليزية)
- جيمي هنت على موقع ألو سيني (الفرنسية)
- جيمي هنت على موقع أول موفي (الإنجليزية)
- جيمي هنت على موقع قاعدة بيانات الأفلام السويدية (السويدية)
- جيمي هنت على موقع قاعدة بيانات الفيلم (الإنجليزية)
- جيمي هنت على موقع كينوبويسك (الروسية)